# Каменская ВЭС
Каменская ВЭС — ветряная электростанция, расположенная на территории Ростовской области.
Полное название возведённого объекта: «Каменско-Красносулинская ВЭС — Северная площадка. Ветряная электрическая станция». Состоит из Каменской и Сулинской ветроэлектростанций по 100 МВт каждая.
- Генеральный проектировщик — ООО «Интер РАО-Инжиниринг».
- Генеральный подрядчик — ООО «Комплексные энергетические решения».
- Застройщик — ООО «Второй Ветропарк ФРВ».

Станция состоит из 60 «ветряков» по 2,5 МВт каждая. Установленная мощность ВЭС – 150 МВт. производства компании Vestas. Лопасти и башни поставлялись с завода «Башни ВРС» в Таганроге и профильного предприятия в Ульяновске. Сборка гондол для электростанции производилась в городе Дзержинске Нижегородской области.
Запуск Каменского ветропарка происходил в два этапа: первая очередь мощностью 50 МВт начала поставки на Оптовый рынок электрической энергии и мощности 1 апреля 2020 года, а 1 мая была введена в эксплуатацию вторая очередь ветроэлектростанции.

Работающая ВЭС
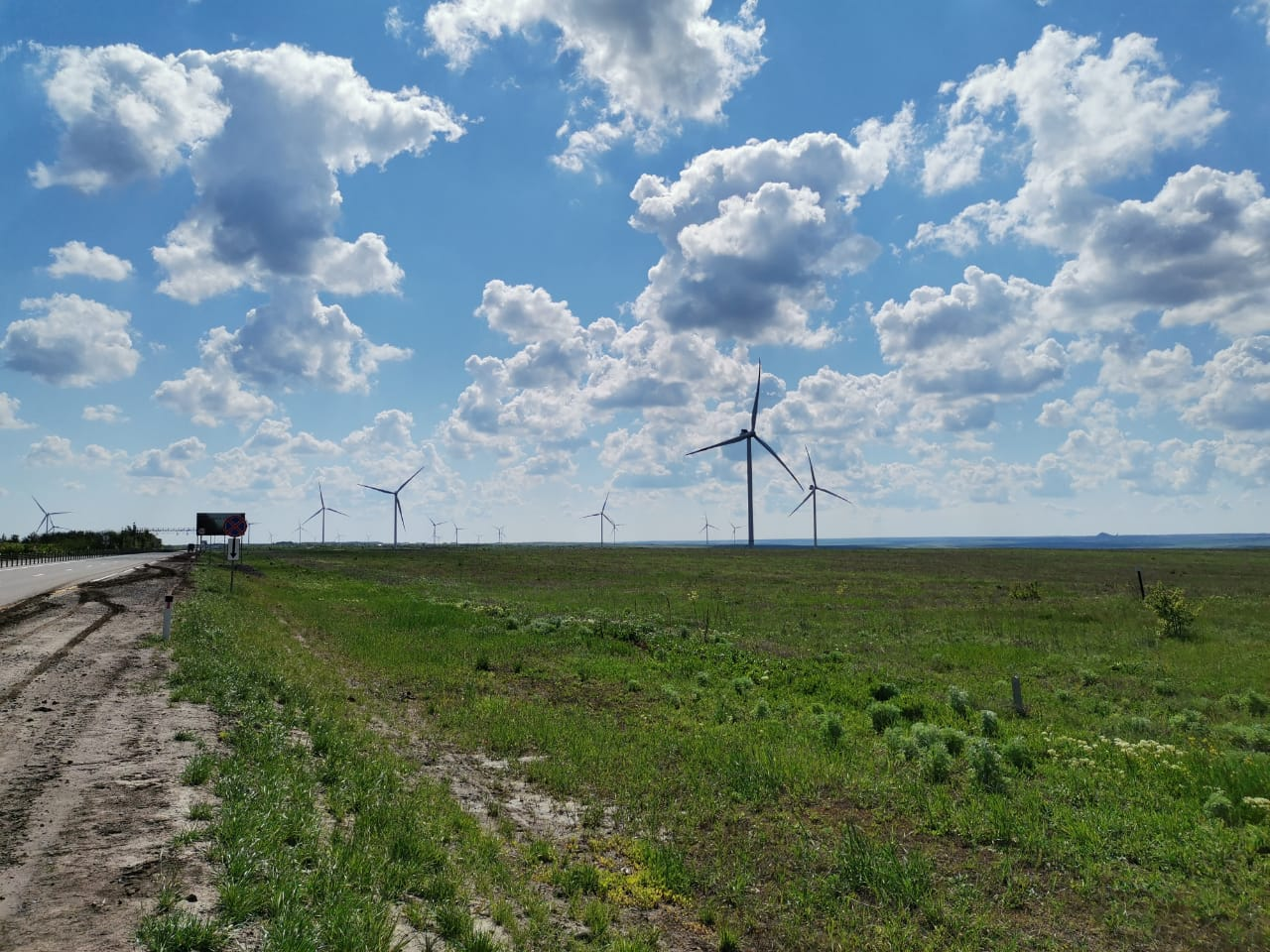
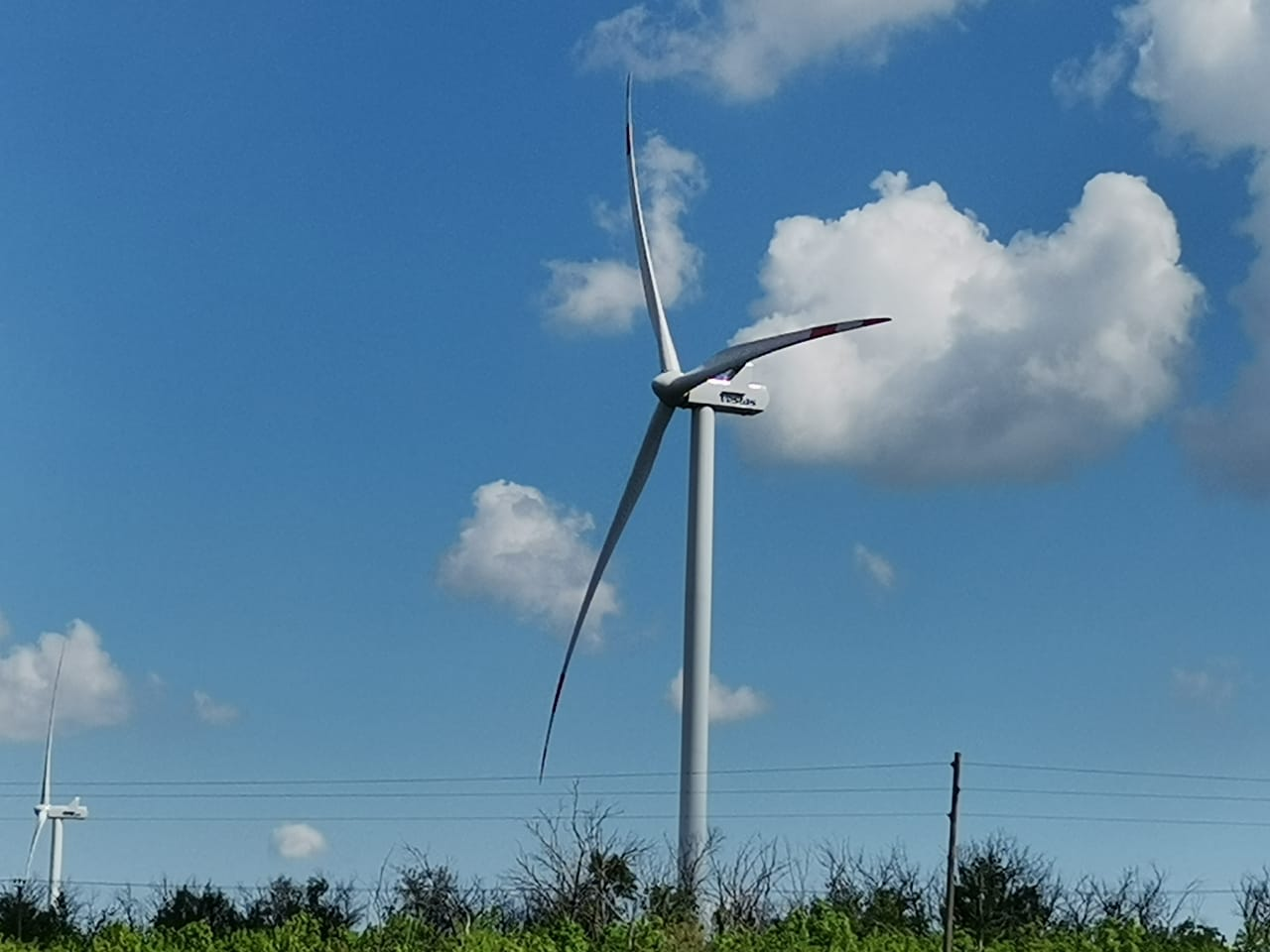
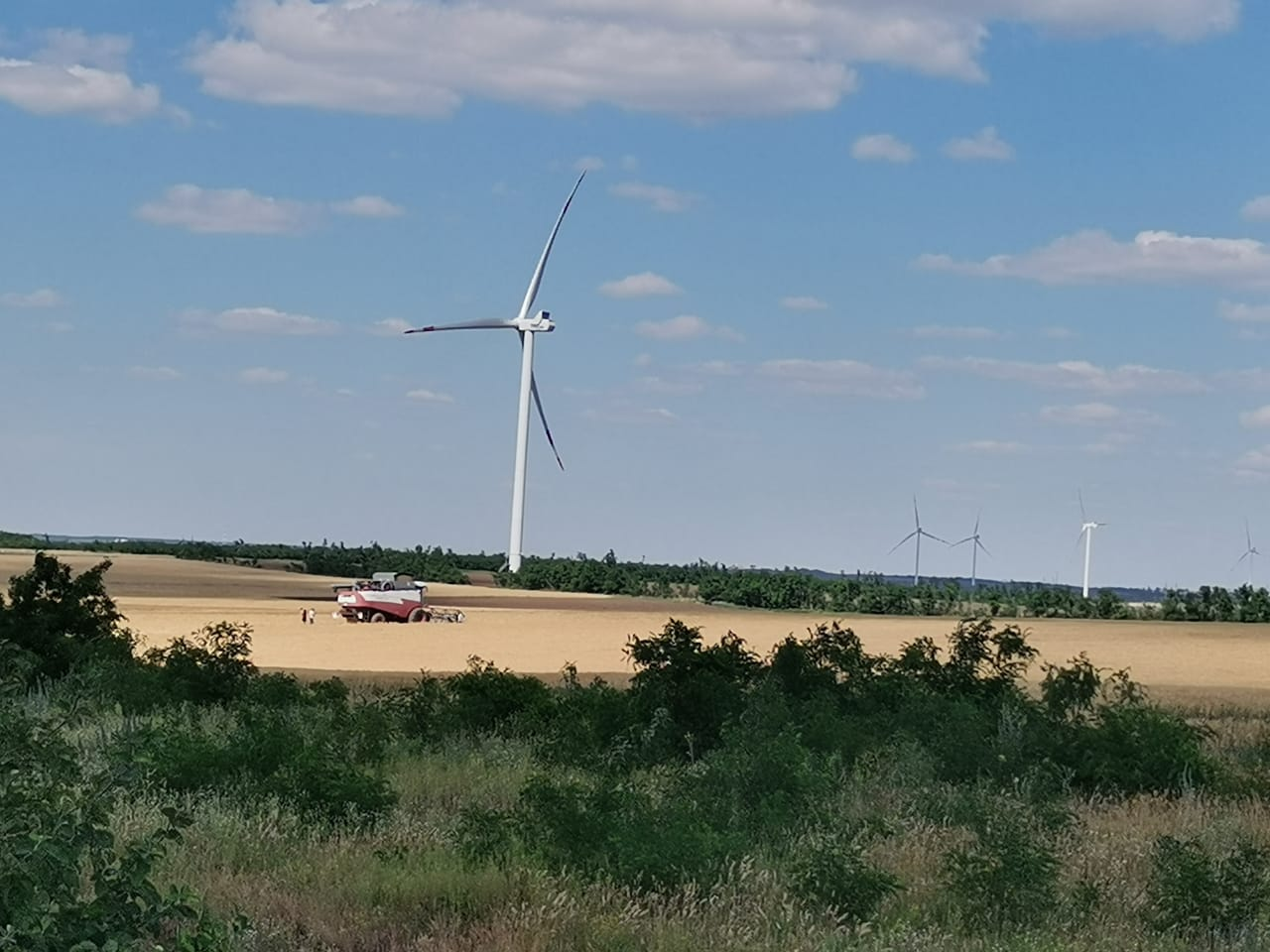